# چهار اتاق
چهار اتاق (انگلیسی: Four Rooms) فیلمی به کارگردانی الیسون آندرس، الکساندر راکول، رابرت رودریگز و کوئنتین تارانتینو است که در سال ۱۹۹۵ منتشر شد.

## خلاصه داستان
چهار داستان به هم پیوسته که در آستانه جشن سال نو، در یک هتل به وقوع می‌پیوندند.

## بازیگران
- تیم راث
- والریا گولینو
- لیلی تیلور
- مدونا
- آیونی اسکای
- جنیفر بیلز
- آنتونیو باندراس
- سلما هایک
- تاملین تومیتا
- کوئنتین تارانتینو
- مریسا تومی
- بروس ویلیس
- مارک لارنس